# Guillermo Rojo Sánchez
Guillermo Rojo Sánchez (La Corunya, 29 de març de 1947) és un lingüista espanyol. És catedràtic de Lingüística espanyola en la Universitat de Santiago de Compostel·la i membre de la Reial Acadèmia Espanyola.

## Biografia
Estudià filologia a la Universitat de Santiago de Compostel·la, on participarà en la formació de l'anomenada Nova Canción Galega en un recital a la Facultat de Medicina el 26 d'abril de 1968 amb Benedicto, Xavier, Xerardo Moscoso, e Vicente Araguas, interpretant les cançons Quen tivera vinte anos, Tirade ao chan os fusiles, A vós irmáns e Señor, eu fun poeta. Després fou inclòs dins del grup conegut com a Voces Ceibes, però el 1970 abandonà la carrera musical.
Format a l'escola de Emilio Alarcos Llorach, Rojo és especialista en teoria sintàctica del castellà i expert en lingüística informàtica. Des de 1970 imparteix classes a la Universitat de Santiago de Compostel·la i, des de 1981, és catedràtic de Llengua Espanyola en aquesta universitat.
El 27 de gener de 2000 va obtenir la butaca (N) de la Reial Acadèmia Espanyola (RAE) com a membre de nombre, substituint l'escriptor Torcuato Luca de Tena, mort el 1999. Va prendre possessió el 7 d'octubre de 2001 i el seu discurs d'ingrés va tractar sobre el lloc de la sintaxi en les primeres gramàtiques de l'Acadèmia.
En l'actualitat és director acadèmic del Banc de Dades de l'Espanyol i també coordinador científic de Lingüística del Centro Ramón Piñeiro para a Investigación en Humanidades, dependent de la Xunta de Galícia.

## Obres
Llibres
- Cláusulas y oraciones (1978)
- Aproximación a las actitudes lingüísticas del profesorado de E.G.B. en Galicia (1979)
- Aspectos básicos de sintaxis funcional (1983)
- El lenguaje, las lenguas y la lingüística (1986)

Articles en revistes
- "La temporalidad verbal en español", en Verba: Anuario galego de filoloxia (1974)
- "Sobre la coordinación de adjetivos en la frase nominal y cuestiones conexas", en Verba: Anuario galego de filoloxia (1975)
- "La correlación temporal", en Verba: Anuario galego de filoloxia (1976)
- "Réplica a 'Nuevas observaciones sobre la coordinación en la frase nominal'", en Verba: Anuario galego de filoloxia (1976)
- "La función sintáctica como forma del significante", en Verba: Anuario galego de filoloxia (1979)
- "Conductas y actitudes lingüísticas en Galicia", en Revista española de lingüística (1981)
- "Evolución del concepto de función sintácticas de Martinet", en Verba: Anuario galego de filoloxia (1981)
- "En torno a las actitudes lingüísticas de los profesores de E.G.B. en Galicia", en Revista de educación (1981)
- "La situación lingüística gallega", en Revista de Occidente (1982)
- "En torno al concepto de articulación", en Verba: Anuario galego de filoloxia (1982)
- "Temporalidad y aspecto en el verbo español", en LEA: Lingüística española actual (1988)
- "La base de datos sintácticos del español actual", en Español actual: Revista de español vivo (1993)
- "Estado actual y perspectivas de los estudios gramaticales de orientación funcionalista aplicados al español", en Verba: Anuario galego de filoloxia (1994)
- "Veinticinco años de estudios sobre sintaxis del español (España)", en LEA: Lingüística española actual (2003)

Col·laboracions en altres obres
- "Aportaciones al estudio de la auxiliaridad", en Actas del cuarto Congreso Internacional de Hispanistas (1982)
- "Diglosia y tipos de diglosia", en Philologica hispaniensia : in honoren Manuel Alvar (1985)
- "Relaciones entre temporalidad y aspecto en el verbo español", en Tiempo y aspecto en español (1990)
- "Problemas lingüísticos e informáticos en los diccionarios de construcción y régimen", en Actas del Congreso de la Lengua Española: Sevilla, 7 al 10 octubre, 1992 (1994)
- "Sobre la distribución de las formas "llegara" y "llegase" en español actual", en Scripta philologica in memoriam Manuel Taboada Cid (1996)
- "El tiempo verbal: los tiempos simples", en Gramática descriptiva de la lengua española (1999)
- "La explotación de la Base de datos sintácticos del español actual (BDS)", en Gramática española : enseñanza e investigación (2001)
- "La frecuencia de los esquemas sintácticos clausales en español", en Lengua, variación y contexto: estudios dedicados a Humberto López Morales (2003)